# Anua timorensis
Anua timorensis là một loài bướm đêm trong họ Erebidae.